# Théorème de Baker
Le théorème de Baker résout la conjecture de Gelfond. Publié par Alan Baker en 1966 et 1967, c'est un résultat de transcendance sur les logarithmes de nombres algébriques, qui généralise à la fois le théorème d'Hermite-Lindemann (1882) et le théorème de Gelfond-Schneider (1934).
Ce théorème a été adapté au cas des nombres p-adiques par Armand Brumer ; le théorème de Brumer permet de démontrer la conjecture de Leopoldt dans le cas d'un corps de nombres abélien, suivant un article d'Ax.

## Énoncé
On note L l'ensemble des « logarithmes de nombres algébriques (non nuls) », c'est-à-dire des nombres complexes dont l'exponentielle est un nombre algébrique, et ℚ le corps des nombres algébriques (la clôture algébrique du corps ℚ des rationnels).

Si n éléments λ1, …, λn de L sont ℚ-linéairement indépendants, alors les n + 1 éléments 1, λ1, …, λn sont ℚ-linéairement indépendants.
Par exemple, le théorème de Baker permet de montrer la transcendance de nombres comme x log(2) + y log(3) + z log(5) pour tous nombres algébriques x, y, z non tous nuls.

## Extensions
Le théorème de Baker garantit l'indépendance linéaire sur ℚ de certains « logarithmes de nombres algébriques », ce qui est plus faible que leur indépendance algébrique. La généralisation suivante n'est toujours pas démontrée :

Conjecture d'indépendance algébrique des logarithmes, — Si n éléments de L sont ℚ-linéairement indépendants, alors ils sont algébriquement indépendants.
C'est un cas particulier de la conjecture de Schanuel, mais « on ne sait même pas encore s'il existe deux nombres algébriquement indépendants parmi les logarithmes de nombres algébriques ! ». En effet, le théorème de Baker exclut toute relation linéaire non triviale entre les logarithmes de nombres algébriques, mais le cas suivant le plus simple, qui est d'exclure toute relation quadratique homogène, a pour cas particulier la conjecture des quatre exponentielles, qui reste ouverte.
De même, on ne sait pas étendre le théorème de Brumer en une preuve d'indépendance algébrique (dans le cadre p-adique, donc en utilisant la fonction logarithme p-adique). Cela prouverait la conjecture de Leopoldt sur les rangs p-adiques des unités d'un corps de nombres quelconque.